# Eli Reed
Eli Reed est un photographe américain, né le 4 août 1946 à Linden (New Jersey).
Membre de l'agence Magnum Photos il est lauréat entre autres du Prix W. Eugene Smith en 1992.

## Biographie
Eli Reed a étudié l'illustration à la Newark School of Fine and Industrial Arts, dont il sort diplômé en 1969.
Il a commencé à photographier en tant que photographe pigiste en 1970. Son travail au Salvador, au Guatemala et dans d'autres pays d'Amérique centrale a attiré l'attention de Magnum Photos en 1982. Il a été nommé à l'agence l'été suivant et est devenu membre à part entière en 1988. Il est le premier photographe noir à entrer dans cette agence.
En 1982/83 il est devenu Nieman Fellow à la Kennedy School of Government, université Harvard.
Il est aussi photographe de plateau et membre de la Society of Motion Picture Still Photographers (SMPSP).
Eli Reed vit et travaille à Austin où il enseigne le photojournalisme à l'Université du Texas depuis 2005,.

## Publications
- Homeless in America,1987
- Beirut: City of Regrets, W.W. Norton & Company, Inc., USA 1988
- Poetic Justice: Film Making South Central, Style Delta, USA 1993
- Black in America, préface de Gordon Parks, W.W. Norton & Company, Inc., USA 1997
- Local Heroes Changing America,  W.W. Norton & Company, Inc., USA 2000
- (en) Eli Reed: A Long Walk Home  (préf. Paul Theroux), University of Texas Press, 2015, 352 p. (ISBN 978-0292748576)

## Expositions
Liste on exhaustive
- 1993 : Black in America, Visa pour l’Image, Perpignan[4]
- 1996 : Bruce Museum, Greenwich (Connecticut)[3]
- 2015 : Eli Reed, A Long Walk Home, Leica Gallery, New York[5]
- 2015 : Eli Reed, A Long Walk Home, Couvent des Minimes, Visa pour l’Image, Perpignan[2],[6]
- 2017 : Harlem vu par l’agence Magnum, Maison des Arts et de la Culture, Créteil[7]

## Prix et récompenses
- 1981 : Mark Twain Associated Press Award
- 1981 : Prix Pulitzer, finaliste
- 1982 : Nieman Fellowship at Harvard
- 1983 : Nikon World Understanding Award
- 1983 : Overseas Press Club Award
- 1988 : World Press Photo Award
- 1988 : Leica Medal of Excellence
- 1992 : Prix W. Eugene Smith
- 1992 : Kodak World Image Award for Fine Art Photography
- 2011 : Lucie Award de la photographie documentaire[8]
- 2021 : I.F. Stone Medal for Journalistic Independence[9]